# Ba Tư xâm lược Hy Lạp lần thứ hai
Cuộc xâm lược Hy Lạp lần thứ hai của Ba Tư là một giai đoạn của cuộc chiến tranh Hy Lạp-Ba Tư diễn ra dưới đời vua Ba Tư Xerxes I từ năm 480–479 TCN. Cuộc xâm lược lần hai này nối tiếp cuộc xâm lược trước đó diễn ra dưới đời vua Darius I trong giai đoạn 492–490 TCN, cuộc chiến mà kết thúc sau thất bại của quân Ba Tư tại Marathon. Sau khi Darius băng hà, con trai ông là Xerxes kế thừa khát vọng của vua cha đánh chiếm toàn bộ Hy Lạp, dành thời gian và công sức chuẩn bị một đội quân hùng hậu. Về phía Hy Lạp, hai thành bang Athens và Sparta dẫn đầu 70 thị quốc tiến hành kháng chiến; tức là chỉ phần mười các thị quốc Hy Lạp dám chống trả, số còn lại thì giữ trung lập hoặc hàng phục trước Xerxes.
Cuộc xâm lược bắt đầu vào mùa xuân năm 480 TCN sau khi quân đội Ba Tư vượt Hellespont và hành quân xuyên Thrace và Macedonia xuống Thessalía. Quân Ba Tư gặp kháng cự của quân Hy Lạp chỉ huy bởi vua Leonidas I của Sparta tại đèo Thermopylae; cùng lúc đó, hạm đội Ba Tư giao tranh với hải quân Hy Lạp tại eo biển Artemisium. Tại trận Thermopylae nức danh, quân Hy Lạp dù bị lép vế về quân số đã có thể cầm chân được quân Ba Tư tại đó trong 3 ngày liên tiếp, cho tới khi quân Ba Tư định lén đánh bọc hậu theo một đường núi ẩn. Leonidas tử trận cùng với hậu quân ở lại. Hạm đội Liên minh sau 2 ngày chống đỡ các đòn tấn công của hạm đội Ba Tư tại trận Artemisium hay tin về chiến bại tại Thermopylae, bèn lui về Salamis.
Quân Ba Tư tiếp tục chiếm được Boeotia và Attica, rồi làm cỏ thành Athens. Liên quân Hy Lạp đành rút về Eo đất Corinth để bảo vệ Peloponnesus. Cả hai phe sau đó chuyển sự chú ý tới một cuộc hải chiến quyết định trên biển. Tại Salamis, vị tướng Athens Themistocles dụ được hải quân Ba Tư tham chiến tại eo biển Salamis chật hẹp, nơi mà do số lượng khổng lồ của chiến thuyền Ba Tư đã khiến hạm đội này trở nên hỗn loạn và bị đánh bại hoàn toàn. Chiến thắng tại Salamis làm phá sản kế hoạch kết thúc nhanh chiến dịch của Xerxes, buộc ông buộc phải trở về châu Á và giao phó phận sự cho vị tướng Mardonius để hoàn tất cuộc xâm lược. 
Mùa xuân tiếp theo, Liên minh triệu tập một đội quân hoplite lớn chưa từng có và nghênh chiến với Mardonius. Tại trận Plataea, bộ binh Hy Lạp đã một lần nữa thể hiện sức mạnh vượt trội sau khi gây tổn thất lớn cho quân Ba Tư và giết chết tướng Mardonius. Cùng hôm dó, hải quân Hy Lạp trên Biển Aegean tiêu diệt hạm đội còn sót lại của Ba Tư trong trận Mycale. Cuộc xâm lược của Ba Tư chính thức chấm dứt sau hai thất bại thảm khốc, khiến cho bá quyền của Ba Tư tại vùng Aegean bị sứt mẻ nghiêm trọng. Hy Lạp trên đà thắng lợi phản công và hất cẳng Ba Tư khỏi châu Âu, quần đảo Aegean và Ionia trước khi cuộc xung đột chính thức kết thúc vào năm 479 TCN.

## Sử liệu
Sử gia Hy Lạp Herodotus, người được gọi "Ông tổ Sử học" là tác giả của sử liệu chính cho việc nghiên cứu cuộc chiến tranh Hy Lạp-Ba Tư. Ông sinh năm 484 TCN tại Halicarnassus, Tiểu Á. Ông viết tác phẩm Lịch sử (Tiếng Hy Lạp latinh hóa: Historia) vào khoảng năm 440-430 TCN, với nỗ lực truy nguyên nguồn gốc cuộc Chiến tranh Hy Lạp – Ba Tư, vào thời điểm đó vẫn là một sự kiện lịch sử đương đại (cuộc chiến kết thúc hoàn toàn vào năm 450 TCN). Cách tiếp cận của Herodotus trong tác phẩm này hoàn toàn mới mẻ, và ít nhất xã hội phương Tây đã xem ông như người tạo ra "sử học". Holland nói: "Lần đầu tiên một sử gia tự mình truy nguyên nguồn gốc của một cuộc xung đột không quá xa về mặt thời gian, nên nguồn gốc ấy không mang tính chất huyền thoại, hay ý chí hoặc ý tưởng thần linh hay định mệnh con người mà là sự giải thích mang tính cá nhân của sử gia đó."
Nhiều sử gia cổ đại về sau, mặc dù nối tiếp việc nghiên cứu của Herodotus nhưng lại chỉ trích ông, người đầu tiên là Thucydides. Tuy nhiên, Thucydides lại chọn viết tiếp từ sự kiện mà Herodotus kết thúc (tại Cuộc vây hãm Sestos) và điều này cho thấy tài liệu lịch sử của Herodotus đủ chính xác để không cần viết lại hoặc sửa chữa. Trong khi đó, Plutarch chỉ trích Herodotus trong bài luận của mình "Gian ý của Herodotus" là một người "Philobarbaros" (thích bọn rợ) vì đã không ủng hộ đủ cho Hy Lạp nhưng điều này cũng cho thấy Herodotus có thể là một sử gia công bằng. Những quan điểm tiêu cực về Herodotus kéo dài đện tận thời kỳ Phục Hưng mặc dù vậy tác phẩm của ông vẫn được đọc nhiều. Phải đến thế kỷ XIX danh tiếng của ông mới được phục hồi đáng kể bằng các phát hiện khảo cổ học chứng minh những gì ông đã thuật lại. Quan điểm hiện đại nhìn nhận Herodotus đã có một công trình nghiên cứu đáng chú ý trong tác phẩm Historia của mình, mặc dù một số thông tin chi tiết (đặc biệt là quân số và ngày tháng) nên được xem xét với thái độ hoài nghi. Vẫn có nhiều sử gia tin rằng Herodotus đã đưa nhiều chi tiết hư cấu trong những câu chuyện của mình.
Sử gia Diodorus Siculus, trong tác phẩm Bibliotheca Historica viết vào thế kỷ I TCN, cũng cung cấp nhiều thông tin về cuộc Chiến tranh Ba Tư – Hy Lạp, tham khảo một phần từ sử gia Hy Lạp Ephorus. Các thông tin ở đây có nhiều tương đồng với tác phẩm của Herodotus. Cuộc chiến tranh Hy Lạp-Ba Tư cũng được mô tả chi tiết hơn bởi một số nhà sử học xưa bao gồm Plutarch, Ctesias và được ám chỉ bởi các tác giả khác, chẳng hạn như nhà viết kịch Aeschylus. Nhiều bằng chứng khảo cổ, chẳng hạn như các cột Serpent cũng đã xác nhận nhiều chi tiết cụ thể mà Herodotus đã từng đưa ra trong các tác phẩm của mình.

## Bối cảnh

Hy Lạp trước thềm cuộc xâm lược của Ba Tư

Hai thành bang Athens và Eretria của Hy Lạp từng hậu thuẫn cuộc khởi nghĩa Íōn bất thành chống vương triều Darius I giữa những năm 499–494 TCN. Đế quốc Ba Tư bấy giờ vẫn còn tương đối non trẻ và thường xuyên phải đối mặt với các cuộc nổi dậy nhen nhóm bởi các dân tộc bị khuất phục. Hơn nữa Darius là kẻ tiếm vị, phải dành phần lớn triều đại của mình đi dẹp loạn chống đối. Sự biến Íōnes đe dọa toàn vẹn lãnh thổ của Ba Tư, do đó, Darius thề sẽ trừng phạt thích đáng tất cả những kẻ chủ mưu (nhất là các thế lực ngoại quốc đứng sau giật dậy). Ông có tham vọng sáp nhập cõi Hy Lạp bất kham vào lãnh thổ của mình. Năm 492 TCN, Darius sai tướng Mardonius khơi thông đường bộ tới Hy Lạp, kết quả là tái chiếm được Thrace và sáp nhập được Macedonia. Trước đó vào cuối thế kỷ thứ 6 TCN, xứ Macedonia từng là chư hầu của Ba Tư song vẫn có quyền tự chủ.

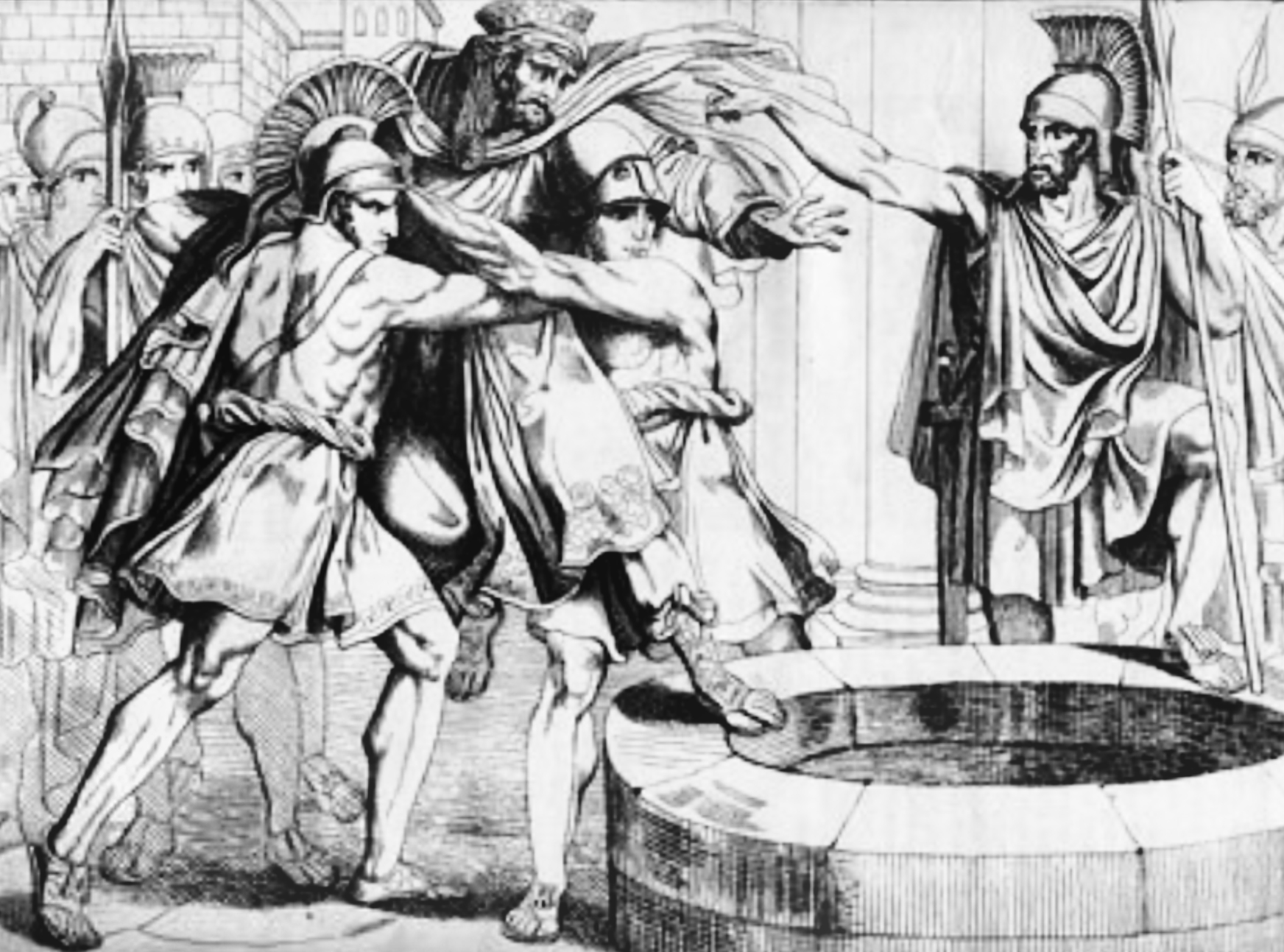
Người Sparta ném sứ giả Ba Tư xuống giếng.

Năm 491 TCN, Darius phái sứ giả đến Hy Lạp bắt dâng cống 'đất và nước' để tỏ ý quy thuận. Khiếp sợ trước sức mạnh quân sự của Ba Tư, phần lớn các bang quốc Hy Lạp chỉ đành chiều ý. Tuy vậy, tại Athens, sứ bộ Ba Tư bị đem ra xét xử rồi hành quyết; còn tại Sparta, họ bị ném xuống giếng. Sau này để xoa dịu Xerxes, người con nối ngôi Darius, khi ông chuẩn bị phát động cuộc xâm lược Hy Lạp lần thứ hai, Sparta lại run sợ mà tự nguyện gửi hai công dân của họ đến Susa để bị tử hình chuộc tội cho cái chết của sứ bộ Ba Tư do Darius từng gửi đi.
Năm 490 TCN, Darius cử hai tướng Datis và Artaphernes cầm quân tấn công Naxos khiến cho các đảo Cyclades phải hàng phục, rồi tiến đánh và làm cỏ thành Eretria. Với ý định đánh thẳng tới Athens, đạo quân Ba Tư đổ bộ tại vịnh Marathon nhưng thua lớn trước quân Athens đông đảo hơn, chấm dứt cuộc xâm lược Hy Lạp lần thứ nhất của Ba Tư.
Darius bắt đầu gây dựng một đội quân mới hùng hậu hơn nhằm khuất phục toàn bộ Hy Lạp; tuy nhiên vào năm 486 TCN, người dân Ai Cập vùng lên khởi nghĩa khiến kế hoạch thảo phạt Hy Lạp bị đình chỉ vô thời hạn. Darius băng hà trong lúc chuẩn bị thân chinh đến Ai Cập, khiến ngôi vương của Ba Tư được truyền cho con trai ông là Xerxes I. Xerxes bình định Ai Cập và nhanh chóng khởi phát cuộc viễn chinh sang Hy Lạp.

## Võ bị phía Ba Tư
Một cuộc xâm lược quy mô toàn diện đòi hỏi phải vạch sẵn kế hoạch dài hạn, tích trữ lương thảo và cưỡng bách tòng quân. Xerxes ra lệnh cất cầu phao vượt eo biển Hellespontos, đào ngòi xuyên eo đất tại Núi Athos nhằm tránh mũi đất nơi trước đây hạm đội Ba Tư bị đắm vào năm 492 TCN. Những đại công trình như vậy chứng tỏ tiềm lực quân sự-kinh tế của đế quốc Ba Tư vượt tầm cỡ của mọi quốc gia lúc bấy giờ. Tuy nhiên, chiến dịch bị trì hoãn một năm vì cuộc nổi dậy tại Ai Cập và Babylonia.
Năm 481 TCN, sau 4 năm thai nghén chuẩn bị, Xerxes triệu tập quân đội sang xâm lược Hy Lạp. Herodotus liệt kê tổng cộng 46 dân tộc tạo nên đại quân của Xerxes. Quân Ba Tư tập trung tại Tiểu Á từ mùa hè đến mùa thu năm 481 TCN. Đạo quân từ các satrap phía đông hội tụ tại Kritala, Cappadocia rồi được Xerxes dẫn tới Sardis để trú đông. Đầu mùa xuân, đạo này di chuyển đến Abydos, Hellespontos và gia nhập với đạo của các satrap phía tây. Cuối cùng, toàn bộ lực lượng của Xerxes vượt Hellespontos bằng hai chiếc cầu phao sang châu Âu.

### Quy mô quân đội

#### Tổng quát

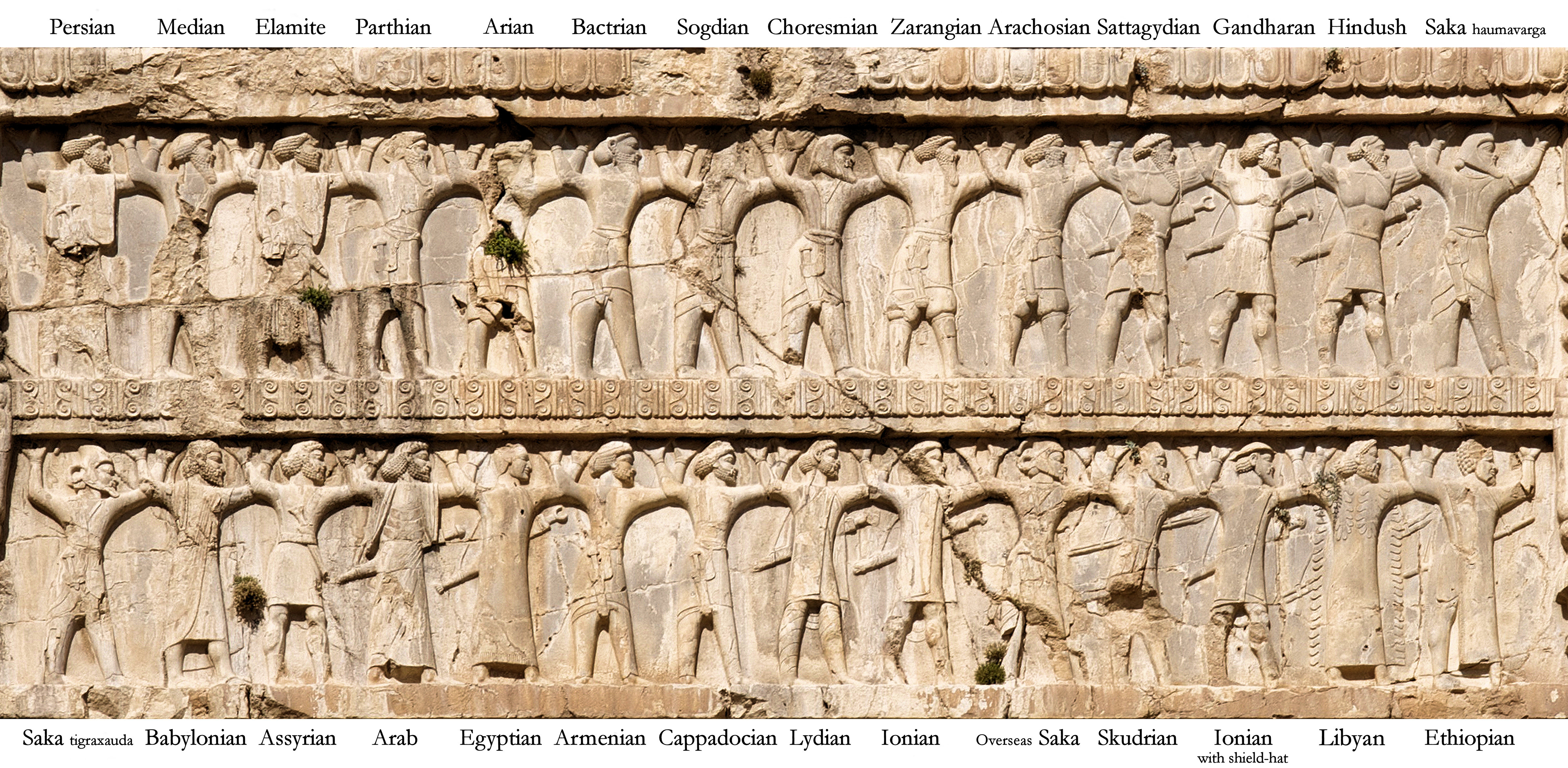
Binh lính của Xerxes I bao gồm nhiều thành phần dân tộc từ mọi miền của Đế quốc, điêu khắc bên trên lăng Xerxes I tại khu khảo cổ Naqsh-e Rustam.

Herodotus chép rằng quân Ba Tư trên đường qua Thrace có nán lại Doriskos để duyệt binh, nhờ đó mà ông có được các số liệu sau:
| Đơn vị | Số liệu   |
| --- | --------- |
| 1.207 chiến thuyền trireme, mỗi chiếc gồm 200 thủy thủ từ 12 nhóm sắc tộc, bao gồm: tộc Phoenicia cùng với "tộc Syria xứ Palestine" (rất có thể là người Giuđê), tộc Ai Cập, tộc Cypriot, tộc Cilicia, tộc Pamphylia, tộc Lycia, tộc Dorian châu Á, tộc Caria, tộc Ionia, dân đảo Aegean, tộc Aeolis, những tộc Hy Lạp vùng Pontus | 241.400   |
| Mỗi trireme chở 30 thủy binh, xuất thân Ba Tư, Medes hoặc Sacae | 36.210    |
| 3.000 thuyền galê, bao gồm thuyền penteconter 50 mái chèo (thủy thủ đoàn 80 người), thuyền 30 mái chèo, thuyền galê hạng nhẹ và thuyền chở ngựa hạng nặng | 240.000b  |
| Quân lực trên thuyền bè | 517.610   |
| Bộ binh gồm 47 nhóm sắc tộc, xuất thân từ Medes, Cissia, Hyrcania, Assyria, Chaldea, Bactria, Sacae, Ấn Độ, Arians, Parthia, Chorasmia, Sogdiana, Càn-đà-la, Daradas, Caspi, Sarangae, Pactyes, Utia, Mycia, Paricania, Arabia, Ethiopia, Baluchistan, Libya, Paphlagonia, Ligyes, Matieni, Mariandyni, Cappadocia, Phrygia, Armenia, Lydia, Mysia, Thracia châu Á, Lasonii, Milyae, Moschi, Tibareni, Macrones, Mossynoeci, Mares, Colchians, Alarodians, Saspirians và các đảo vùng Biển Đỏ. | 1.700.000 |
| Kỵ binh Ba Tư, Sagartia, Medes, Cissia, Ấn Độ, Caspi và Paricanian. | 80.000    |
| Binh chủng lạc đà Ả Rập và chiến xa Libya | 20.000    |
| Lực lượng châu Á trên biển và trên bộ | 2.317.610 |
| 120 chiến thuyền trireme, mỗi chiếc gồm 200 thủy thủ Hy Lạp tới từ Thrace và các đảo lân cận. | 24.000    |
| Bộ binh Balkan gồm 13 nhóm sắc tộc: người Thracia châu Âu, người Paionia, người Eordi, người Bottiaea, người Chalkidiki, người Bryges, người Pieres, người Macedonia, Perrhaebi, Enienes, Dolopes, Magnesia, Achaea | 300.000   |
| Tổng cộng | 2.641.610 |

1. ↑  30 thủy binh ở đây cộng với 200 thủy thủ đã nói bên trên
2. ↑  Có vài bất đồng trong sử ký của Herodotus. Con số 240.000 được suy ra từ 3.000 chiếc penteconter
3. ↑  Sử ký của Herodotus không nhắc đến sắc tộc thứ 47.
4. ↑  Danh xưng "Asian" hay "Ἀσιανός" (tức "người châu Á") theo Herodotus bao gồm cả dân tộc Ả-rập và Bắc Phi.

Herodotus cho rằng tính thêm cả hậu cần thì phải gấp đôi con số nêu trên, nên toàn bộ lực lượng có thể rơi vào khoảng 5.283.220 người. Các cổ thư cũng đưa ra các con số cực kỳ lớn. Nhà thơ Simonides đương thời khẳng định 4 triệu lính Ba Tư; Ctesias cho hay tổng số quân tập hợp tại Doriskos là 800.000.

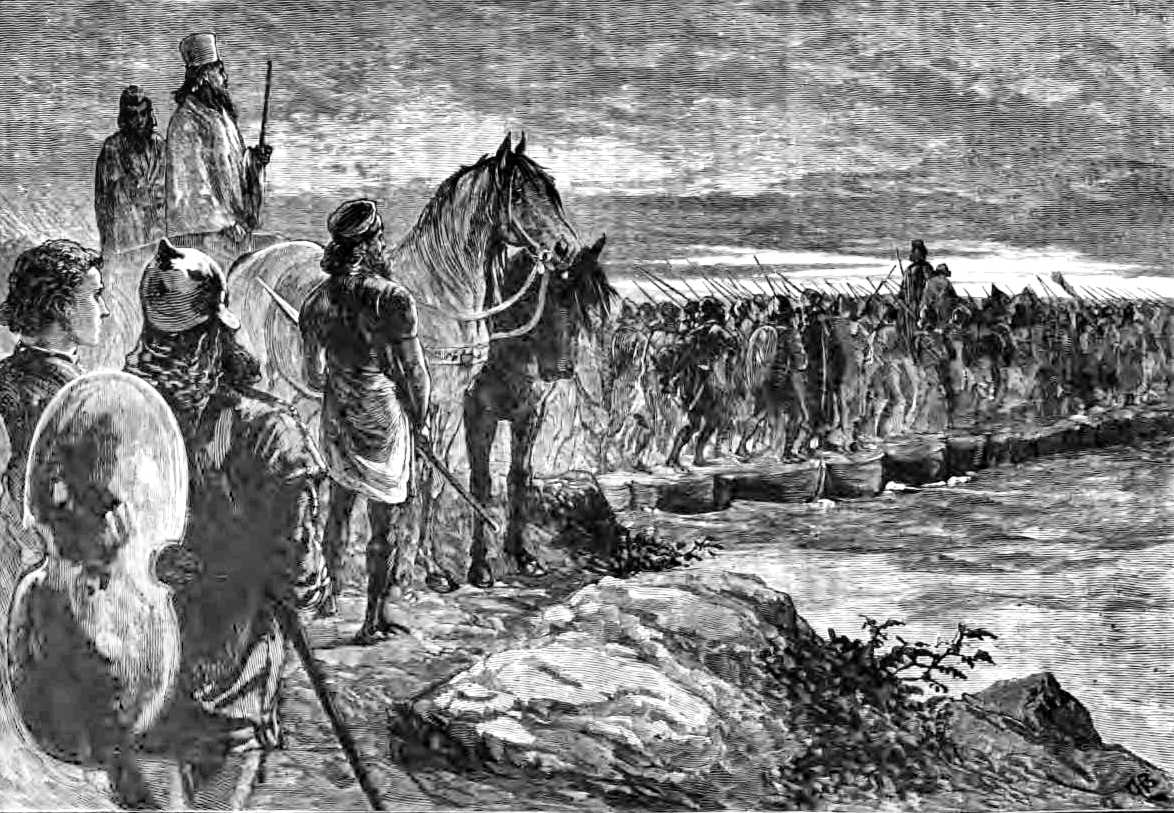
Binh lính của Xerxes vượt Hellespontus

Nhà sử học hiện đại George Grote bày tỏ sự hoài nghi trước những con số mà Herodotus đưa ra: "Để thừa nhận tổng số khổng lồ này, hoặc bất cứ ước lượng nào gần nó, rõ ràng là không thể." Phê phán chính của Grote đối với khẳng định của Herodotus là sự hạn chế hậu cần, nhưng không nói chi tiết gì thêm. Tuy vậy, Grote không bác bỏ hoàn toàn lời kể của Herodotus, trích dẫn báo cáo của ông về các phương pháp kế toán tỉ mỉ của người Ba Tư và các kho dự trữ cung ứng của họ trong ba năm, nhưng vẫn tìm ra nhiều điểm bất tương thích trong sử liệu của Herodotus. Nhà sử học J. B. Bury bình chú những con số của Herodotus "quá đỗi hoang đường" và đánh giá rằng lực lượng trên bộ của Ba Tư có lẽ chỉ tầm 180.000. Sĩ quan vận tại người Anh Sir Frederick Maurice cho rằng nguồn cung nước là yếu tố chính hạn chế quy mô quân đội Ba Tư. Maurice ước chừng các con sông ở Hy Lạp chỉ có thể hỗ trợ khoảng 200.000 binh lính và 70.000 súc vật. Ông bình rằng Herodotus có lẽ đã nhầm lẫn giữa hai từ chiliarchy (1.000) và myriarchy (10.000) nên dẫn đến việc phóng đại quân số như vậy. Các học giả cận đại khác ước tính lực lượng Ba Tư trên bộ vào cỡ 100.000 binh sĩ hoặc thấp hơn, dựa trên khả năng hậu cần sơ khai thời cổ.
Hai học giả Munro và Macan chú ý đến chi tiết tên của 6 đại tướng và 29 myriarch (sĩ quan chỉ đạo một baivabaram tầm 10.000 lính, đóng vai trò là đơn vị cơ bản của bộ binh Ba Tư) trong sử ký của Herodotus; điều này chỉ đến kích cỡ của lực lượng trên bộ vào khoảng 300.000. Vẫn có những học giả ủng hộ các con số từ 250.000 lên đến tận 700.000.

#### Hạm đội

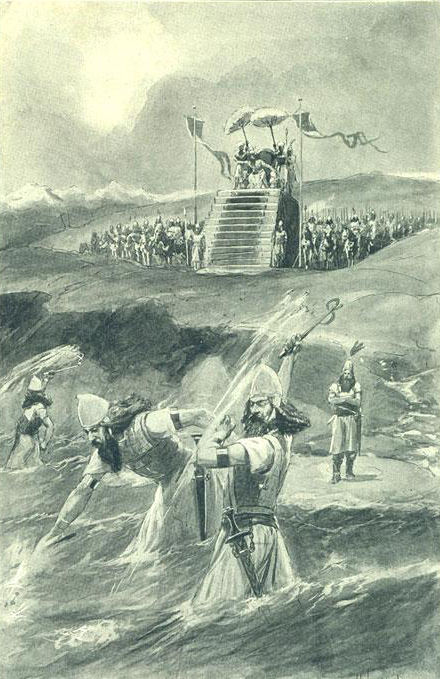
Xerxes lệnh cho lính tráng quật roi trừng phạt biển Hellespontus (Minh họa năm 1909)

Herodotus phân tích chi tiết hạm đội trireme Ba Tư theo sắc tộc như sau:
| Vùng               |     | Vùng             |     | Vùng      | Số tàu bè |
| ------------------ | --- | ---------------- | --- | --------- | --------- |
| Phoenicia và Syria | 300 | Ai Cập           | 200 | Cyprus    | 150       |
| Cilicia            | 100 | Ionia            | 100 | Pontus    | 100       |
| Caria              | 70  | Aeolia           | 60  | Lycia     | 50        |
| Pamphylia          | 30  | Dorian từ Tiểu Á | 30  | Cyclades  | 17        |
|                    |     |                  |     | Tổng cộng | 1207      |

## Phòng bị phía Hy Lạp

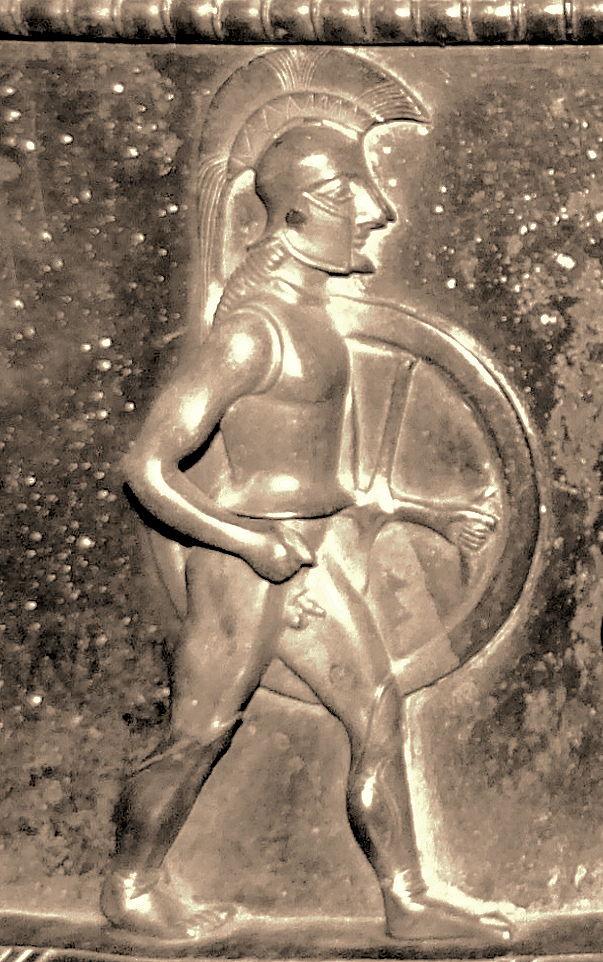
Một người lính hoplite Sparta, Vix krater, khoảng năm 500 TCN.

Người Athens đã chuẩn bị cho cuộc chiến với Ba Tư kể từ giữa những năm 480 TCN, và vào năm 482 TCN, chính khách Themistocles hạ lệnh cho đóng một đội tàu trireme khổng lồ nhằm đối phó với hạm đội Ba Tư. Năm 481 TCN, Xerxes cử khâm sai đi khắp Hy Lạp đòi cống đất và nước nhưng lại bỏ sót Athens và Sparta. Do hành động bất kính đối với Ba Tư của hai thị quốc đó, các thành bang khác bắt đầu tạo liên minh với họ.

### Liên minh Hy Lạp
Hội nghị các thị quốc được tổ chức tại Corinthos vào cuối mùa thu năm 481 TCN, chính thức bắt đầu liên minh giữa các bang Hy Lạp. Herodotus gọi liên minh này là "οἱ Ἕλληνες" (những người Hy Lạp) và "Những người Hy Lạp đã thề liên minh" (bản dịch tiếng Anh của Godley) hoặc "Những người Hy Lạp kề vai sát cánh" (bản dịch tiếng Anh của Rawlinson). Sparta và Athens đóng vai trò chủ đạo tại hội nghị nhưng mọi ý kiến từ các thành bang khác đều được tôn trọng. Ta biết rất ít về cách thức hoạt động của liên minh và chi tiết các cuộc bàn bạc tại hội nghị. Chỉ có 70 thành bang trong số 700 thị quốc Hy Lạp cử đại biểu tới. Dù sao di chăng nữa, điều này đánh dấu một sự kiện khá đặc biệt trong lịch sử vùng đất Hy Lạp phân mảnh chính trị từ trước đến giờ, bởi vì nhiều thành bang lúc đó vẫn còn xung đột lợi ích với nhau.
Đa số các thành bang khác ít nhiều vẫn giữ thái độ trung lập, chờ đợi kết quả của cuộc đối đầu. Thebes bị các thành bang khác nghi ngờ sẽ sẵn sàng hỗ trợ kẻ thù Ba Tư khi chúng đến. Hầu hết nhân dân Thebes không bằng lòng với chính sách này, 400 kẻ "trung thành" của thành bang này gia nhập Liên quân tại Thermopylae. Thành bang đáng chú ý nhất đứng về phía Ba Tư ("Medised") là Argos ở Peloponnese, khu vực do người Sparta kiểm soát. Tuy nhiên, quân lực Argos đã bị suy yếu nghiêm trọng vào năm 494 TCN do bị lực lượng dưới trướng vua Cleomenes I của Sparta đánh bại trong trận Sepeia.

## Diễn biến

### Mùa xuân năm 480 TCN: Thracia, Macedonia và Thessalía

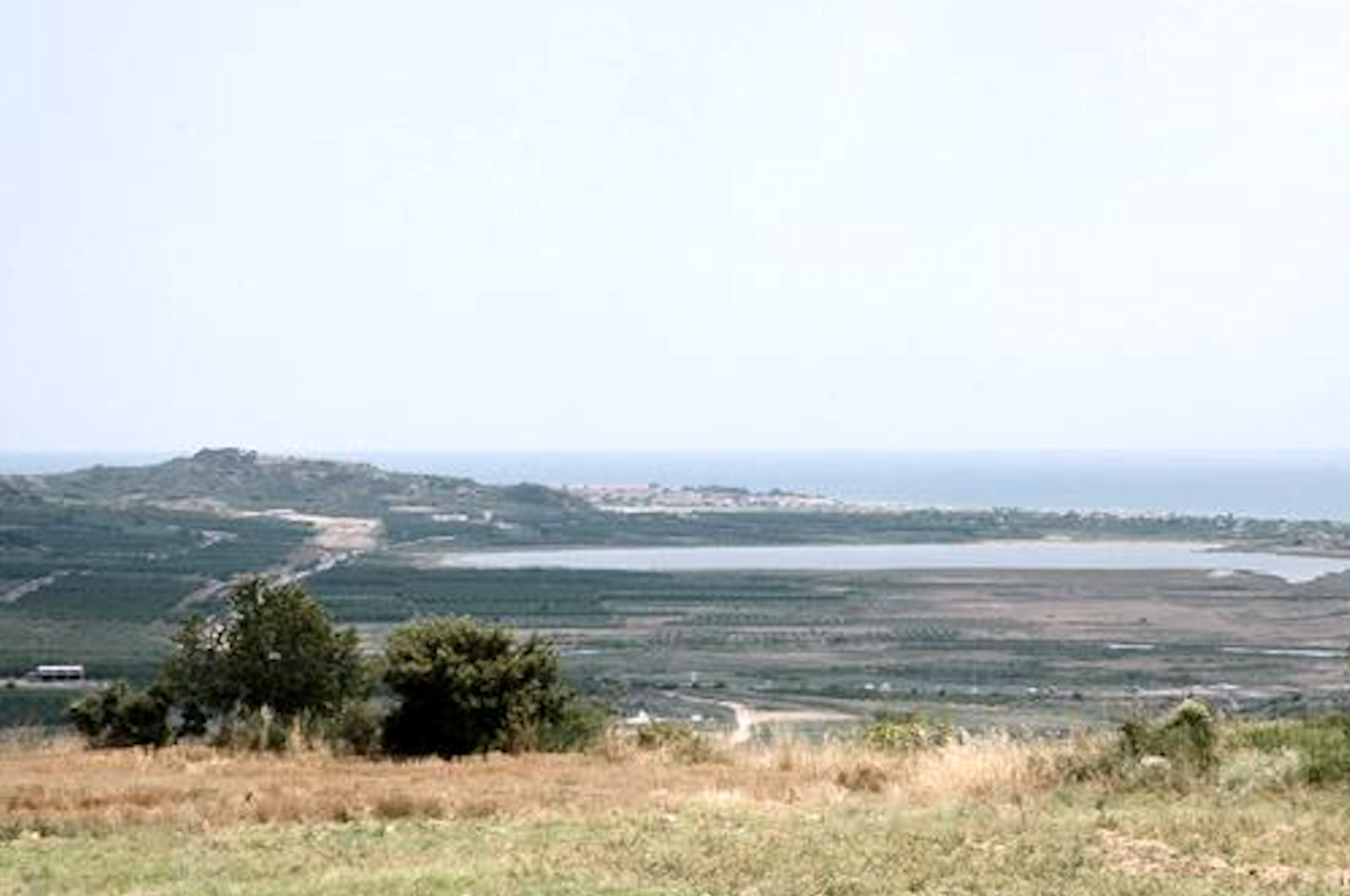
Thành cổ do Achaemenid xây cất tại Eion (ngọn đồi bên trái) tại cửa sông Strymon (bên phải), nhìn từ Ennea Hodoi (Amphipolis).

Sau khi vượt biển sang châu Âu vào tháng 4 năm 480 TCN, người Ba Tư thẳng tiến đến Hy Lạp. Năm trạm cung ứng đã được thiết lập dọc đường từ trước, địa điểm lần lượt là: tại Mũi Đất Trắng bên phía Thracia của Hellespontus, tại Tyrodiza thuộc lãnh thổ Perinthian, tại Doriskos cửa sông Evros nơi đạo quân châu Á hội quân với đồng minh Balkan, tại Eion bên sông Strymon, và tại Therme tức là Thessaloniki ngày nay. Lương thảo ở những nơi này đã được gửi từ châu Á sang trước đó để hỗ trợ cuộc xâm lược. Súc vật được mua chác và vỗ béo, dân chúng địa phương được lệnh xay ngũ cốc thành bột trước vài tháng. Quân đội Ba Tư mất khoảng 3 tháng để đi từ Hellespont đến Therme, một hành trình dài khoảng 600 km. Lục quân Ba Tư tạm dừng tại Doriskos để hội họp với hải quân. Tại đây,  Xerxes ra lệnh tái tổ chức đội hình từ hành quân sang tác chiến.
'Đại nghị' Liên minh họp lại vào mùa xuân năm 480 TCN. Đại biểu của Thessalia khuyên các đồng minh tụ ở Thung lũng Tempe để cản bước tiến của Xerxes. Lực lượng Đồng minh gồm 10.000 lính do polemarchos người Sparta là Euenetus và chính khách người Athens là Themistocles chỉ huy được điều động tới trấn giữ ải hẹp đó. Tuy nhiên sau khi tới nơi, họ được Alexander I của Macedon cảnh báo còn tới 2 ải khác mà quân Ba Tư có thể lọt qua và rằng quân của Xerxes đông tới độ áp đảo; vì vậy họ đành bỏ về. Ngay sau đó, người Hy Lạp biết tin Xerxes vượt eo Hellespontus. Việc từ bỏ Tempe đồng nghĩa với việc trao cho Ba Tư toàn bộ khu vực Thessalia và các thành bang phía bắc đèo Thermopylae.
Themistocles bèn vạch kế hoạch thay thế cho quân Liên minh. Để xuống được miền nam Hy Lạp (Boeotia, Attica và Peloponnesus), quân của Xerxes buộc phải đi qua còn đèo Thermopylae rất hẹp. Quân Liên minh có thể dễ dàng cố thủ tại đó, bất chấp quân số Ba Tư áp đảo. Hơn nữa, hải quân liên minh có thể phong tỏa eo biển Artemisium ngăn quân Ba Tư vượt Thermopylae bằng thuyền bè. Chiến lược kép này được toàn thể hội nghị tán thành. Đồng thời các thành bang Peloponnesus lên kế hoạch dự phòng lui về trấn giữ eo đất Corinthos nếu tình hình trở xấu, phụ nữ và trẻ em Athens được sơ tán đến thành Troezen tại Peloponnesus.

### Tháng 8 năm 480 TCN: Thermopylae và Artemisium

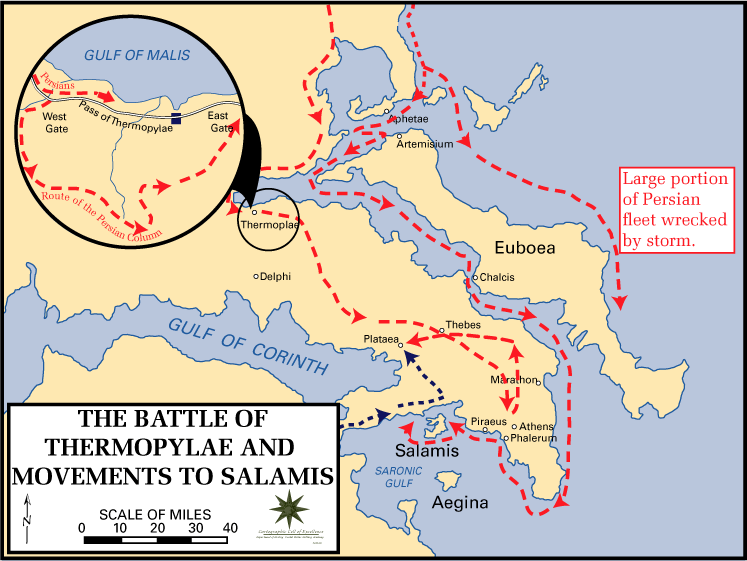
Trận Thermopylae và tuyến đường tới Salamis, 480 TCN.

Thời điểm quân Ba Tư dọn đường quanh đỉnh Olympus nhằm tiến xuống Thermopylae lại trùng đúng với thời điểm vận hội Olympic của Hy Lạp và lễ hội Carneia của người Sparta. Theo quan niệm của họ, chiến tranh bị kiêng kị trong quãng thời gian này. Tuy nhiên, người Sparta coi mối đe dọa Ba Tư nghiêm trọng đến mức vua Leonidas I cùng với 300 cận vệ của ông (Hippeis) vẫn phải ra tiền tuyến. Leonidas được hỗ trợ bởi lực lượng dự phòng từ các thành bang Peloponnesus liên kết với Sparta, cùng các lực lượng đón trên đường đến Thermopylae. Lúc tới nơi họ dựng lại bức thành mà người Phocia từng xây ở điểm hẹp nhất của con đèo và chờ đợi Xerxes xuất hiện.

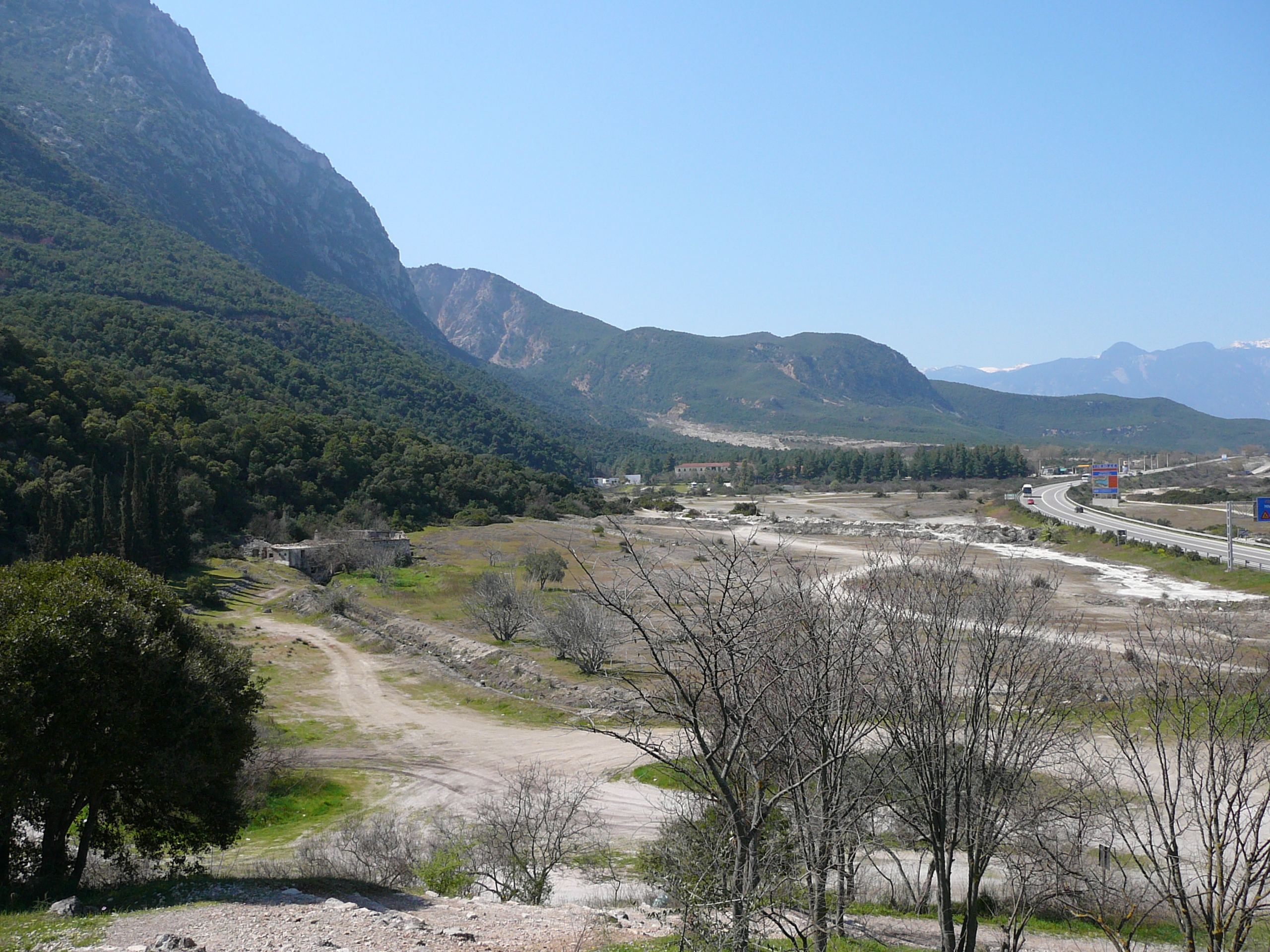
Ải Thermopylae thời hiện đại

Quân Ba Tư đến Thermopylae vào giữa tháng 8 rồi chờ chực ba ngày cho quân Hy Lạp giải tán. Khi Xerxes nhận thấy người Hy Lạp sẽ quyết tử để giữ tuyến đường, ông lệnh cho quân tấn công. Tuy nhiên bởi địa thế hẹp tại đây phù hợp cho kiểu binh hoplite, quân Ba Tư buộc phải tấn công trực diện vào đội hình phalanx Hy Lạp. Liên quân Hy Lạp cầm cự suốt hai ngày trời, hóa giải mọi đòn tấn công từ phía Xerxes. Nhưng vào cuối ngày thứ hai, một cư dân địa phương tên là Ephialtes tiết lộ cho Xerxes con đường núi dẫn ra hậu cứ quân Liên minh. Xerxes liền cử những Bất tử quân tinh nhuệ của mình luồn ra phía sau vào buổi đêm. Leonidas may mắn hay tin cuộc đánh lén bèn ra lệnh triệt thoái đại quân; riêng ông cùng 300 lính Sparta, 700 lính Thespia, 400 lính Thebes và vài trăm lính từ các thành bang khác ở lại cản bước Ba Tư. Vào ngày thứ ba của trận chiến, những người lính Hy Lạp còn ở lại xông ra ngoài tử chiến với quân Ba Tư, cố gắng chém càng nhiều quân thù càng tốt. Tuy vậy hậu quân Liên minh rốt cuộc bị tiêu diệt, và con đường vượt Thermopylae được khai mở cho người Ba Tư.

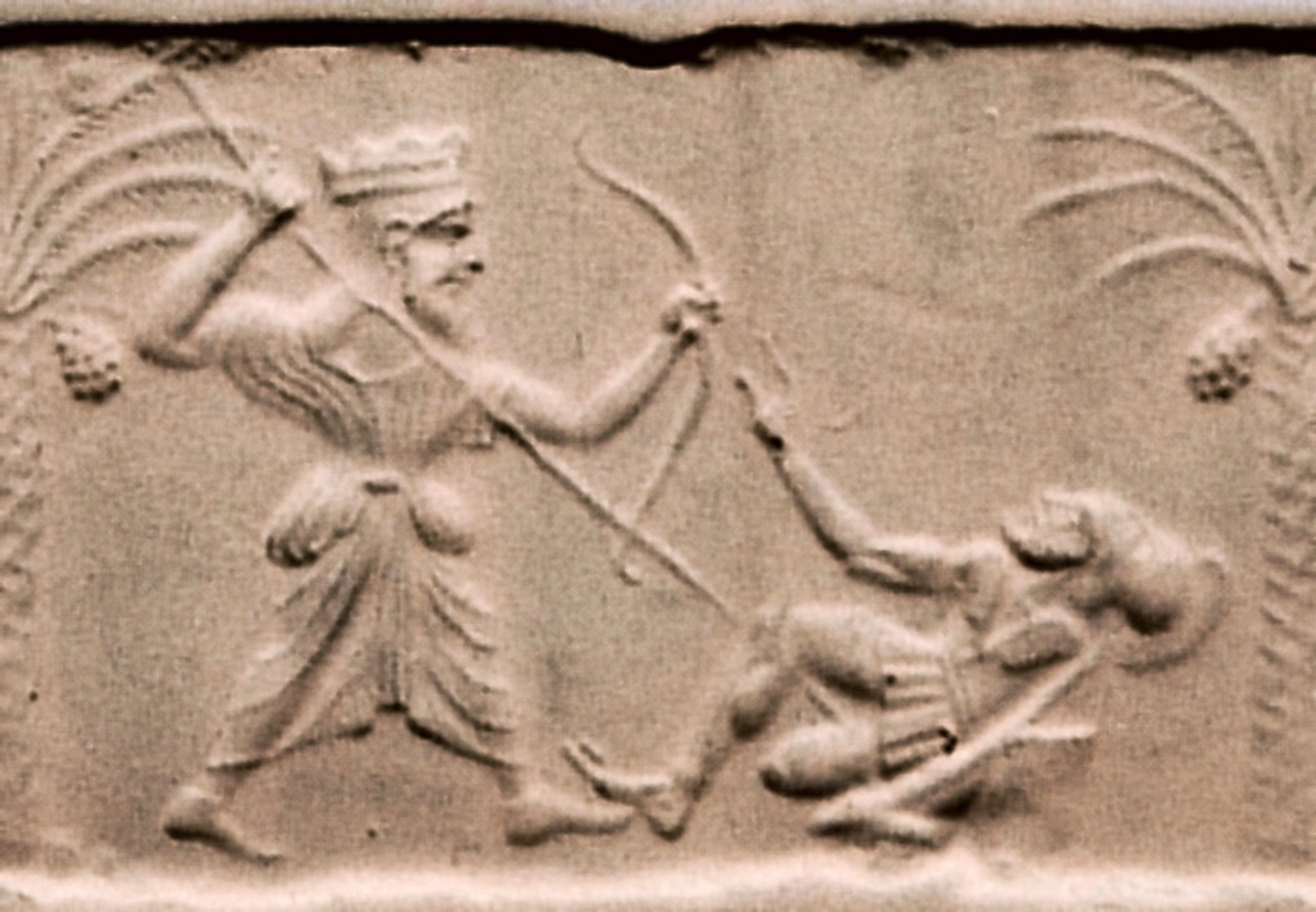
Vua Achaemenid giết chết một lính hoplite Hy Lạp. Khoảng năm 500 TCN–475 TCN, tức là đời vua Xerxes I. Viện bảo tàng Mỹ thuật Metropolitan.

Cùng lúc với trận chiến tại Thermopylae, hải quân Liên minh gồm 271 chiếc trireme có nhiệm vụ phòng thủ Artemisium chống lại hải quân Ba Tự. Ngay trước trận Artemisium, hạm đội Ba Tư gặp phải cơn cuồng phong ngoài khơi Magnesia làm mất rất nhiều tàu, nhưng 800 chiếc lành lặn vẫn tới được Artemisium. Vào ngày đầu tiên (trùng với ngày đầu tiên của trận Thermopylae), hạm đội Ba Tư cử 200 con tàu có khả năng đi biển vòng xuống bờ phía đông Euboea cắt đường rút lui của Liên quân. Hai hạm đội đụng độ với nhau lúc xế chiều. Hạm đội Hy Lạp thắng thế và chiếm được 30 con tàu. Tối hôm đó, một cơn bão nổi lên đánh đắm phần lớn chiến thuyền Ba Tư được gửi xuống Euboea.
Vào ngày thứ hai của trận đánh, hạm đội Hy Lạp nhận được tin đường rút lui không còn bị đe dọa; do đó họ quyết tâm duy trì vị trí hiện tại. Thuyền Hy Lạp thực hiện các cuộc tấn công chớp nhoáng vào các tàu Cilicia của Ba Tư, bắt giữ và tiêu diệt chúng. Tuy nhiên vào ngày thứ ba, hạm đội Ba Tư tấn công tổng lực vào phòng tuyến của Liên minh. Trong ngày giao tranh khốc liệt đó, Liên minh ngoan cố giữ được vị trí nhưng hứng chịu tổn thất nặng nề (thiệt hại phân nửa hạm đội Athens); song họ cũng đã gây tổn thất tương đương cho hạm đội Ba Tư. Tối hôm đó, hải quân Hy Lạp nhận được tin Leonidas và quân của ông đã tử trận tại Thermopylae. Do mất mát quá lớn và không cần thiết bảo vệ sườn Thermopylae nữa, hải quân Hy Lạp triệt thoái khỏi Artemisium, về đảo Salamis.

### Tháng 9 năm 480 TCN: Athens thất thủ và trận Salamis

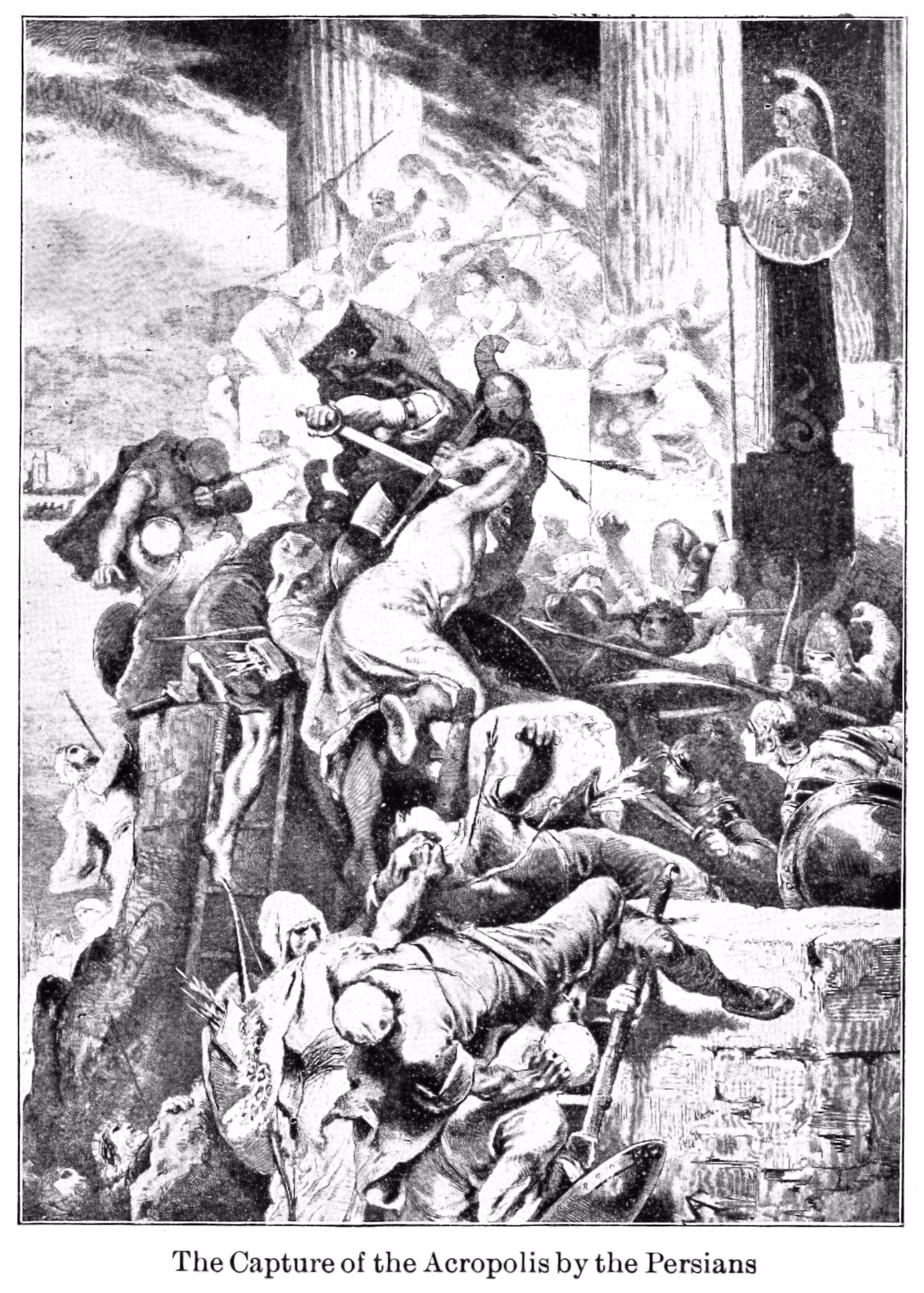
Quân đồn trú Athens cố thủ trên Acropolis. Quân Achaemenid sau khi chiếm được thành Athens đốt phá và san bằng ngôi Acropolis theo lệnh của Xerxes.

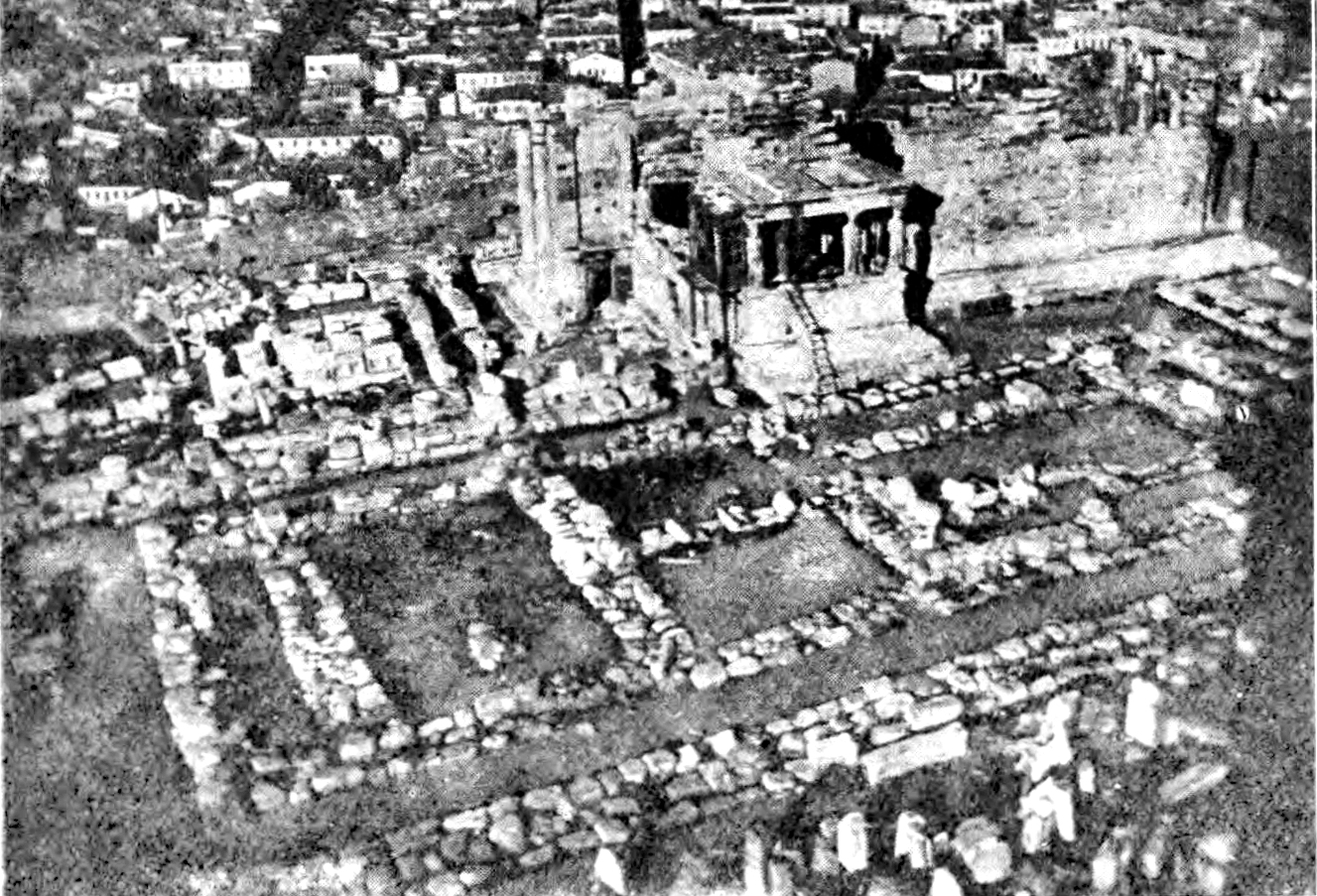
Đống tàn tích Đền Cổ Athena dựng trên đồi Acropolis, bị đập phá bởi quân của Xerxes I.

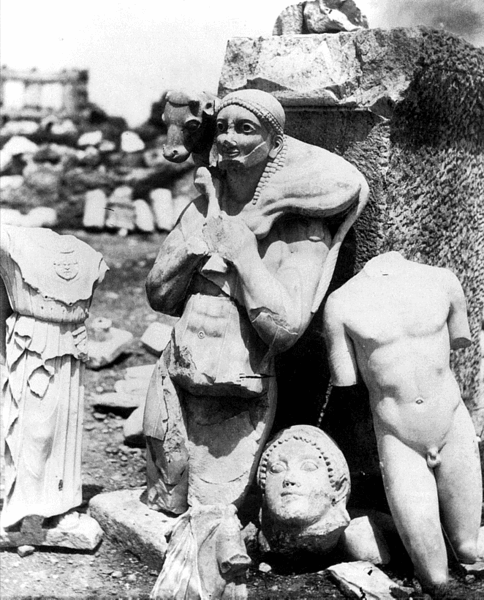
Chứng tích cuộc hủy hoại thành Athens bởi quân đội Ba Tư có biệt danh là Perserschutt, nghĩa là "đống gạch vụn Ba Tư". Hình được chụp năm 1866, ngay sau khi được khai quật.

Thất bại của Hy Lạp tại Thermopylae khiến cho vùng Boeotia rơi vào tay Xerxes; quân Ba Tư san bằng hai thành bang thù địch Thespiae và Plataea. Attica không còn được che chắn khiến cho dân số còn lại của Athens phải sơ tán khẩn cấp tới Salamis với sự trợ giúp của hạm đội Liên minh.  Quân Peloponnesus lập phòng tuyến tại eo đất Corinthos, đắp thành lũy và hủy con đường tới Megara, bỏ mặc Athens.
Athens thất thủ lần đầu tiên vào tháng 9 năm 480 TCN. Số dân Athens còn ở lại lập công sự cố thủ trên Acropolis bị đánh bại, và Xerxes sau đó hạ lệnh thiêu rụi Athens. Thành Acropolis bị san bằng, Đền Parthenon và Đền Athena bị phá hủy.
Quân Ba Tư hiện đã chiếm được phần lớn Hy Lạp, nhưng Xerxes có lẽ đã không lường trước sự bất khuất của người Hy Lạp; ưu tiên của ông lúc đó là kết thúc chiến dịch càng nhanh càng tốt; bởi lẽ đội quân khổng lồ của ông khó có thể được cung ứng vĩnh viễn, và dường như Xerxes chẳng muốn ở rìa của đế quốc quá lâu mà bỏ bê việc triều chính. Trận Thermopylae chứng tỏ một cuộc tấn công trực diện vào điểm cố thủ tốt có cơ hội thành công rất thấp; quân Liên minh giờ đây lại án ngữ tại eo đất Corinthos, khiến một cuộc xâm lược trên bộ dường như bất khả thi. Một trận đánh vào mạn sườn phòng tuyến đó may ra mới thành công. Để làm được điều đó thì người Ba Tư phải sử dụng hải quân và phải có một kế hoạch vô hiệu hóa hải quân Liên minh. Tóm lại, nếu Xerxes tiêu diệt được hải quân Liên minh, ông ta sẽ có được điều kiện để bắt Hy Lạp chiêu hàng; đây có lẽ là hy vọng duy nhất để kết thúc chiến dịch trong mùa đó. Về phía Hy Lạp, Themistocles lên kế hoạch đánh bại hạm đội Ba Tư. Cả hai phe đều đã sẵn sàng đánh cược mọi thứ vào một trận thủy chiến quyết định, với hy vọng thay đổi hoàn toàn cục diện cuộc chiến.

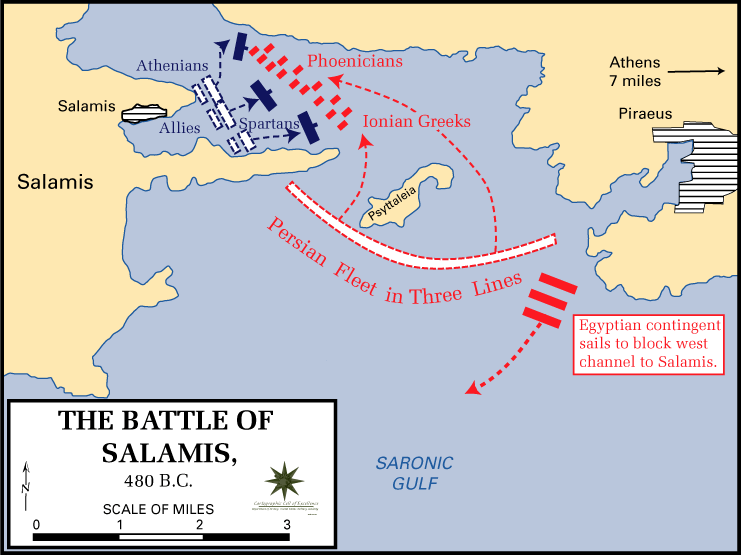
Sơ đồ thế trận hai phe tại cuộc thủy chiến Salamis

Ngay cả sau khi Athens thất thủ trước quân đội Ba Tư, hạm đội Liên minh bình thản neo đậu ngoài khơi Salamis với ý định lùa hạm đội Ba Tư vào bẫy. Themistocles thoái thác để lực lượng hải quân tham chiến tại Eo biển Salamis chật chội. Ở đó, số thuyền đông hơn của Ba Tư hóa ra lại là trở ngại chết người, vì chúng không thể triển khai đội hình tác chiến và trở nên vô tổ chức. Hạm đội Hy Lạp thừa cơ tấn công và giành được chiến thắng quyết định, đánh chìm hoặc bắt sống ít nhất 200 tàu của Ba Tư, và do đó, đảm bảo Peloponnesus sẽ không thể bị đánh từ phía sườn.
Theo Herodotus, sau trận thua đó, Xerxes lệnh cho quân lính đắp bờ đường sang Salamis (Strabo và Ctesias đặt sự kiện này trước trận chiến) song bất thành. Xerxes lo sợ hải quân Hy Lạp sẽ giong buồm đến Hellespont và đánh chìm các cầu phao. Theo Herodotus, tướng Mardonius tự nguyện đóng ở Hy Lạp và hoàn thành cuộc chinh phạt, khuyên Xerxes mang quân rút về châu Á. Đại quân Ba Tư từ bỏ Attica, tướng Mardonius trú đông ở Boeotia và Thessalia.
Một số dân Athens quay trở về thành phố đã bị đốt rụi của họ vào mùa đông. Tuy nhiên vào tháng 6 năm 479 TCN, họ lại phải ly tán lần nữa để tránh cuộc tiến công của Mardonius.

### Thu-Đông 480 TCN/479TCN
Theo Herodotus, tướng Artabazus hộ tống Xerxes về Hellespont cùng 60.000 binh lính; khi đến Pallene trong chuyến hành trình hồi Thessaly: "ông nghĩ đúng ra phải nô dịch toàn bộ dân chúng Potidaea, những kẻ cả gan nổi dậy." Quân Ba Tư bày nhiều mưu kế để chiếm thành Potidaea, rốt cuộc phải đóng ở đó tận 3 tháng mà không hạ được thành. Quân Ba Tư chờ tới lúc thủy triều xuống thấp nhất để xông vào thị trấn bằng đường bờ biển, tuy nhiên triều dâng nhanh khiến nhiều kẻ chết đuối và những kẻ sống sót bị thuyền Potidaea giết hại. Artabazus đành giải vây rồi lấy tàn quân xuống nhập với đạo quân của Mardonius ở Thessaly.
Trong khi vây thành Potidea, Artabazus cũng cử quân lính đi vây thành Olynthus phản trắc. Dân thành này vốn là người Bottiae bị trục xuất khỏi Macedon. Sau khi chiếm được thành, Artabazus triệt hạ dân chúng bên trong rồi giao nó cho người Olynthia tiếp quản.

### Tháng 6 năm 479 TCN: Plataea và Mycale

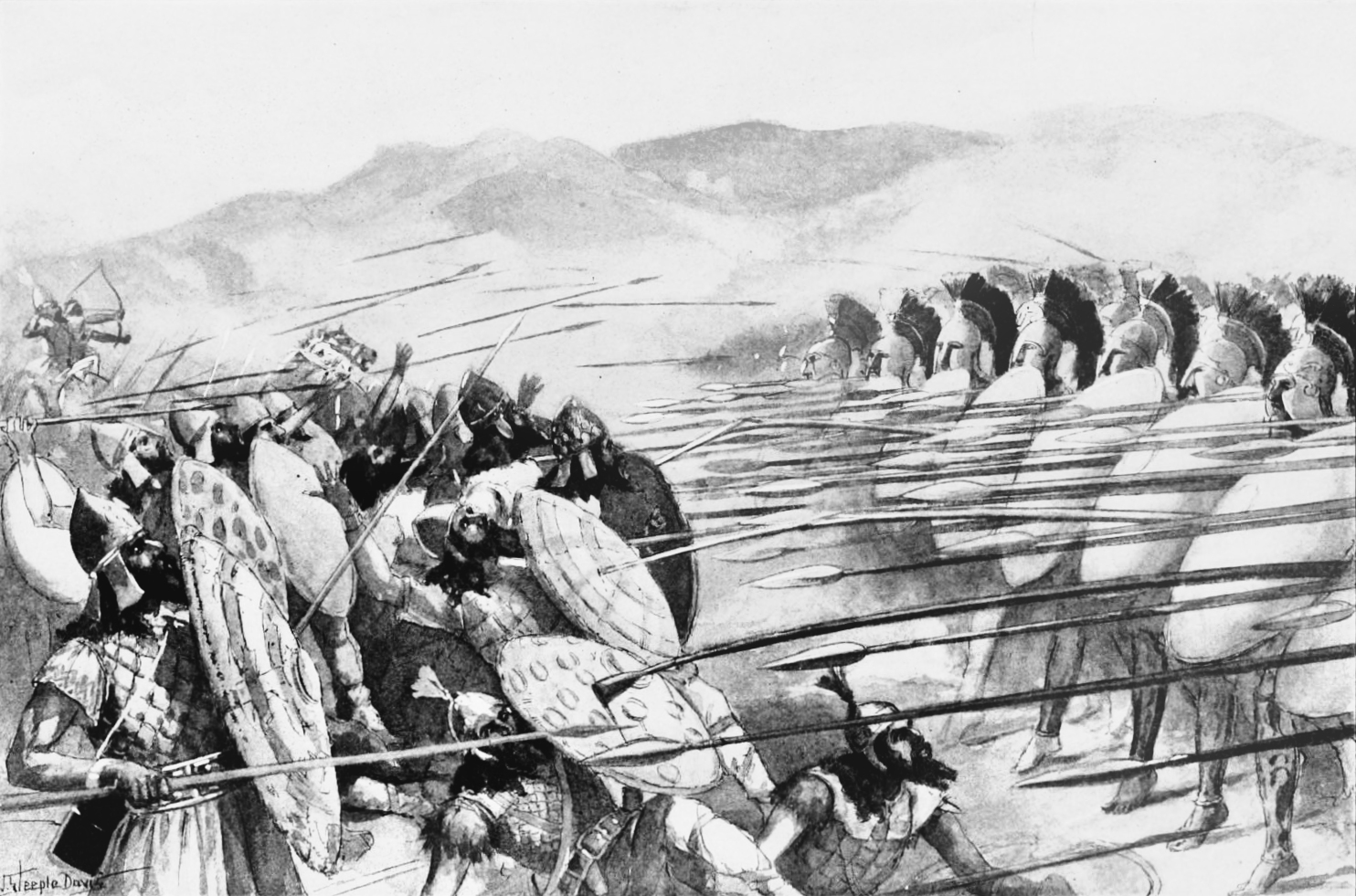
Cảnh hai đội quân chạm trán tại trận Plataea.

Sau mùa đông, nội bộ khối Liên minh nảy sinh mâu thuẫn. Người Athens thấy mình bị đối xử bất công, bởi lẽ ưu thế hải quân của phe Liên minh nhờ phần lớn vào số thuyền của Athens, song thành phố của họ lại rơi vào tay Ba Tư vì không được bảo vệ bởi eo đất như các thành bang Peloponnesus kia. Người Athens yêu cầu Liên quân tổ chức một cuộc bắc tiến ngay năm sau. Vì các đồng minh không cam kết thỏa thuận, hạm đội Athens có vẻ đã khước từ tham chiến cùng hạm đội Liên minh vào mùa xuân. Hải quân Liên minh giờ được đặt dưới sự chỉ huy của vua Leotychides của Sparta, liền rút khỏi Delos, dư tàn của hải quân Ba Tư cũng rút khỏi Samos, do hai bên không muốn mạo hiểm đương đầu. Mardonius án ngữ tại Thessaly còn phía Liên quân lại chẳng muốn liều lĩnh ra khỏi vùng an toàn Peloponessus.
Mardonius quyết định phá thế bế tắc bằng cách đề nghị hòa bình, sự tự trị và lãnh thổ cho người Athens (mục đích là loại bỏ hạm đội của họ khỏi lực lượng Đồng minh), lấy Alexander I của Macedon làm trung gian. Người Athens đảm bảo phái đoàn Sparta có mặt để nghe rõ lời đề nghị, tuy họ khước từ nó. Athens phải sơ tán một lần nữa vì quân Ba Tư nam tiến rồi tái chiếm thành. Theo Herodotus, Mardonius "thiêu rụi Athens và kéo đổ hoặc phá hủy bất cứ bức tường hay ngôi nhà hay ngôi đền nào vẫn còn nguyên".

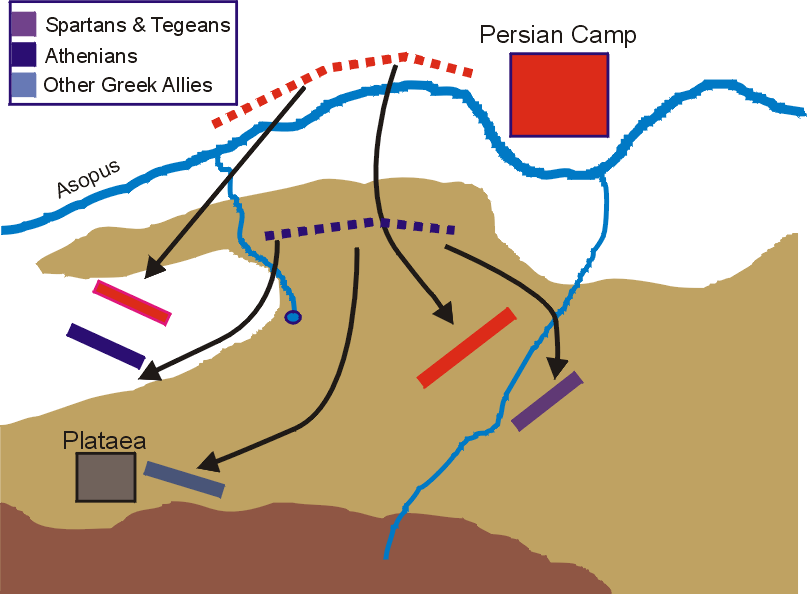
Sơ đồ thế trận hai phe tại Plataea. Quân Ba Tư thấy hàng ngũ rút lui lộn xộn của Hy Lạp nên vượt dòng Asopus thừa cơ tấn công.

Mardonius lặp lại đề nghị hòa ước với dân tị nạn Athens tại Salamis. Athens, Megara và Plataea cử sứ giả đến Sparta yêu cầu hỗ trợ, đe dọa sẽ chấp nhận điều khoản của Ba Tư nếu Sparta tiếp tục án binh bất động. Bấy giờ tại Sparata đang tổ chức lễ Hyacinthus nên trì hoãn hồi đáp các đồng minh trong 10 ngày. Sứ giả Athens biết vậy giận dữ gửi tối hậu thư cho người Sparta, song vô cùng bất ngờ khi họ đã gửi quân lính đến gặp mặt quân Ba Tư từ trước.
Khi Mardonius hay tin quân Hy Lạp đang trên đường hành quân, ông lui bình về Boeotia gần Plataea nhằm dụ quân Hy Lạp tiến vào địa hình rộng mở rồi sử dụng lợi thế kỵ binh để tiêu diệt họ. Tuy nhiên, Liên quân dưới sự chỉ huy của nhiếp chính người Sparta là Pausanias đã lường trước mưu kế đó và đóng quân trên cao điểm Plataea. Mardonius sai kỵ binh đánh-rồi-rút vào phòng tuyến Hy Lạp, nhưng bất thành và khiến chỉ huy đội kỵ binh thiệt mạng. Liên quân bèn bám vào địa hình đồi núi để tiếp cận trại lính Ba Tư, nhưng lại khiến cho tuyến liên lạc bị sơ hở. Kỵ binh Ba Tư lợi dụng thời cơ để đánh chặn việc vận lương và hủy được suối cung cấp nước duy nhất của quân Hy Lạp. Quân Hy Lạp giờ đây bị yếu thế, Pausanias lệnh cho quân thoái lui về vị trí ban đầu của họ lúc ban đêm. Kế hoạch này góp phần làm rối ren thêm tình hình, khiến các cánh quân Athens, Sparta và Tegea bị cô lập trên từng quả đồi riêng lẻ, các cánh quân phụ trợ thì phân tán gần Plataea. Mardonius thừa cơ lệnh cho toàn quân tiến lên. Tuy nhiên, giống như tại trận Thermopylae, bộ binh Ba Tư không thế địch nổi với hopite Hy Lạp trang bị áo giáp dày cộp. Người Sparta phản công và giết được Mardonius. Quân Ba Tư thấy tướng quân bị giết nên vỡ; 40.000 lính sống sót tháo chạy về Thessaly, số còn lại mắc kẹt tại trại Ba Tư rồi bị quân Hy Lạp tàn sát.

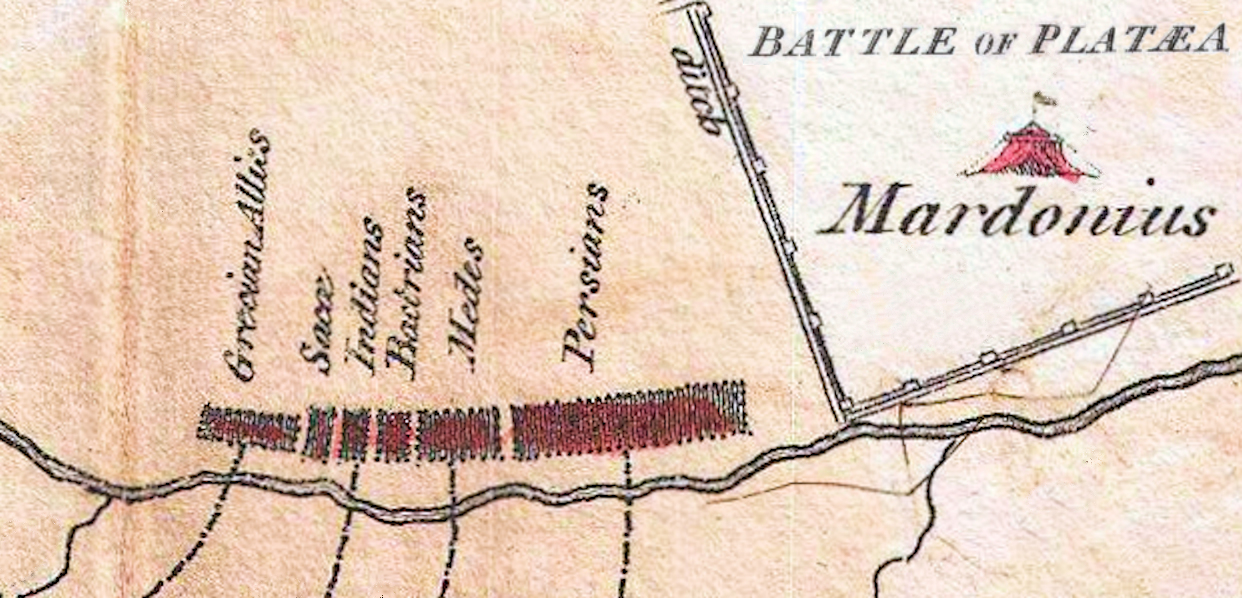
Quân lính Đế quốc Achaemenid tại trận Plataea: lính đánh thuê Hy Lạp, Sacae, Ấn Độ, Bactria, Medes và Ba Tư, cầm đầu bởi viên tướng Mardonius.

Buổi chiều hôm đó, Herodotus kể rằng tin đồn về chiến thắng của Liên quân tại Plataea đã tới tai hạm đội ngoài khơi bờ biển Núi Mycale ở Ionia. Nhuệ khí của binh lính dâng cao, và lực lượng thủy binh Hy Lạp tiếp tục giành được chiến thắng quyết định tại Mycale cùng ngày, tiêu diệt tàn dư hạm đội Ba Tư. Ngay sau khi quân Peloponnesus hành quân lên phía bắc eo đất, hạm đội Athens dưới sự chỉ huy của Xanthippus gia nhập với phần còn lại của hạm đội Đồng minh. Cả thảy chiến thuyền Hy Lạp tiến tới thủy trại Samos của Ba Tư. Do tàu bè của Ba Tư xập xệ, họ không mạo hiểm nghênh chiến mà kéo tàu lên bãi biển Mycale, bèn hội với 60.000 lính được Xerxes để lại tại đó, rồi đóng cọc quanh trại để bảo vệ thuyền. Leotychides dẫn thủy binh Hy Lạp tấn công vào trại Ba Tư. Quân Ba Tư thấy quân số Hy Lạp ít ỏi liền xông ra đón đánh nhưng lính hoplite một lần nữa tỏ sự vượt trội, tiêu diệt được đại quân Ba Tư. Số thuyền bè Ba Tư sót lại bị Liên quân đốt cháy, chấm dứt sức mạnh trên biển của Xerxes và đánh dấu sự khởi đầu của quyền bá chủ đại dương của hạm đội Liên minh.

## Kết quả

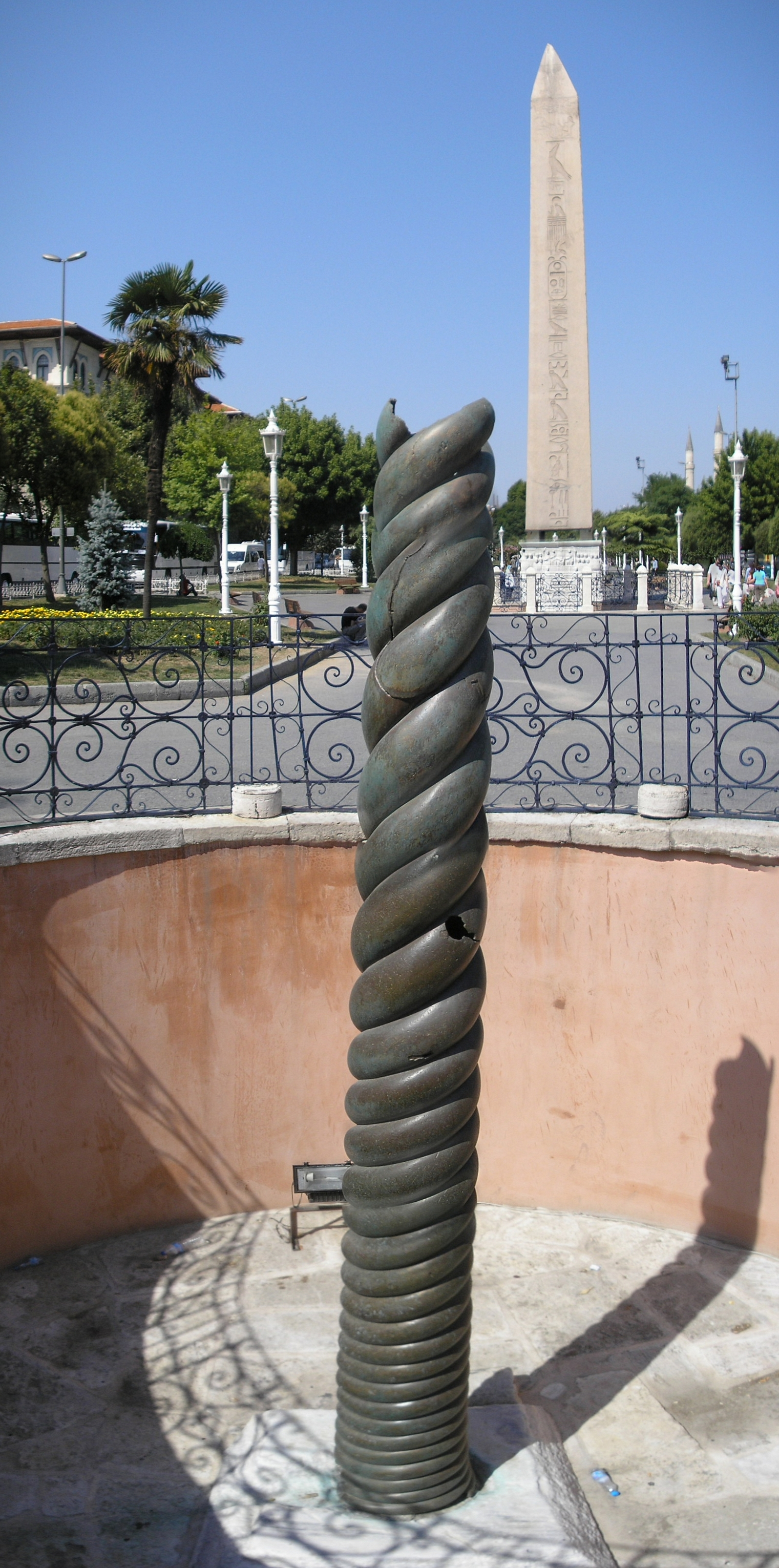
Cột Rắn tưởng niệm chiến thắng của quân đội Hy Lạp trước giặc Ba Tư ngoại xâm

Sau hai thất bại của Ba Tư tại Plataea và Mycale, cuộc xâm lược Hy Lạp chính thức đi đến hồi kết. Do vậy đối với người Hy Lạp, mối họa xâm lăng trong tương lai đã giảm bớt; mặc dù họ vẫn e sợ Xerxes sẽ không bỏ qua chuyện này nhưng rõ ràng khát vọng chinh phục Hy Lạp của người Ba Tư đã thui chột.
Theo nhiều cách, Mycale đánh dấu một giai đoạn mới của cuộc xung đột, tức là giai đoạn phản công của Hy Lạp. Sau trận Mycale, hạm đội Liên minh tiến tới Hellespont để hủy các cầu phao, nhưng thấy rằng chúng đã được dỡ bỏ sẵn rồi. Hạm đội Peloponnesian hồi hương, còn hạm đội Athens đánh Chersonesos vẫn nằm dưới gông cùm Ba Tư. Quân Ba Tư và các đồng minh của họ rút về Sestos, ngôi thành mà sau đó bị hạ bởi quân Athens. Herodotus kết thúc cuốn Lịch sử của ông tại đây.
Trong 30 năm tiếp theo, Liên minh Delos do người Athens thống trị đánh đuổi người Ba Tư khỏi Macedon, Thrace, các đảo Aegean và Ionia. Đế quốc Achaemenid vẫn duy trì ảnh hưởng mạnh mẽ tại ngưỡng cửa của Hy Lạp tại Thrace cho đến khoảng năm 465 TCN. Theo Thucydides thuật lại, từ năm 477–455 TCN quân Hy Lạp tiến đánh thành bang Eion tọa lạc tại cửa sông Strymon. Eion cùng với Doriskos tại Thrace là những thị trấn cuối cùng vẫn nằm dưới sự kiểm soát của Achaemenid sau cuộc xâm lược Ba Tư lần thứ hai. Herodotus cho ta biết người Athens thất bại trong nỗ lực đánh bật thống đốc Ba Tư tên là Mascames khỏi Doriskos. Tuy vậy, Mascames và quân đồn trú từ bỏ thành Doriskos vào khoảng năm 465 TCN.
Hòa bình với Ba Tư được chính thức hóa vào năm 449 TCN với hòa ước Callias, khép lại nửa thế kỷ chiến tranh triền miên.

### Dẫn nguồn
1. 1 2 3  Shahbazi 2012, tr. 129.
2. ↑  de Souza, tr. 41
3. ↑  Holland, tr. 237
4. 1 2  David Pipes. "Herodotus: Father of History, Father of Lies". Bản gốc lưu trữ ngày 27 tháng 12 năm 2007. Truy cập ngày 18 tháng 1 năm 2008.
5. 1 2 3  Holland 2006, tr. xvi–xvii
6. ↑  Thucydides, History of the Peloponnesian War, e.g. I, 22
7. 1 2  Finley 1972, tr. 15
8. ↑  Holland 2006, tr. xxiv
9. 1 2  Holland 2006, tr. 377
10. ↑  Fehling 1989, tr. 1–277
11. ↑  Diodorus Siculus, Bibliotheca Historica, XI, 28–34
12. ↑  Note to Herodotus IX, 81
13. 1 2  Holland, tr. 47–55
14. 1 2  Holland, tr. 203
15. ↑  Herodotus V, 105
16. 1 2  Holland, 171–178
17. ↑  Herodotus VI, 44
18. 1 2  Roisman & Worthington 2011, tr. 135–138, 342–345.
19. 1 2
20. ↑  "Two Spartans of noble birth and great wealth, Sperthias son of Aneristus and Bulis son of Nicolaus, undertook of their own free will that they would make atonement to Xerxes for Darius' heralds who had been done to death at Sparta. Thereupon the Spartans sent these men to Media for execution." in LacusCurtius Herodotus Book VII: Chapter 134. This self-sacrifice occurred shortly after Darius' reign ended, when Xerxes was imminently to invade Greece in the Second Persian Invation. As Herodotus writes:  "But to Athens and Sparta Xerxes sent no heralds to demand earth, and this was the reason: when Darius had before sent men with this same purpose, the demanders were cast at the one city into the Pit32 and at the other in case of a well, and bidden to carry thence earth and water to the king. For this cause Xerxes sent no demand. What calamity befel the Athenians for thus dealing with the heralds I cannot say, save that their land and their city was laid waste.."LacusCurtius Herodotus Book VII: Chapter 134.
21. ↑  Herodotus VI, 101
22. ↑  Herodotus VI, 113
23. ↑  Holland, tr. 206–207
24. 1 2  Holland, tr. 208–211
25. 1 2  Holland, tr. 213–214
26. ↑  Herodotus VII, 7
27. ↑  Herodotus VII, 62–80
28. ↑  Herodotus VII, 26
29. ↑  Herodotus VII, 37
30. ↑  Herodotus VII, 35
31. ↑  Soldiers with names, after Walser
32. ↑  Đế quốc Achaemenid ở Nam Á và các cuộc khai quật gần đây tại Akra phía Tây Bắc Pakistan bởi Peter Magee, Cameron Petrie, Robert Knox, Farid Khan, Ken Thomas tr.713
33. ↑  NAQŠ-E ROSTAM – Encyclopaedia Iranica (bằng tiếng Anh).
34. ↑  Herodotus VII, 59
35. ↑  Herodotus VII, 89
36. ↑  Herodotus VII 90
37. 1 2 3 4 5  Herodotus VII, 184
38. ↑  Herodotus VII, 62
39. ↑  Herodotus VII, 63
40. ↑  Herodotus VII, 64
41. ↑  Herodotus VII, 65
42. ↑  Herodotus VII, 66
43. ↑  Herodotus VII, 67
44. ↑  Herodotus VII, 68
45. ↑  Herodotus VII, 69
46. ↑  Herodotus VII, 70
47. ↑  Herodotus VII, 71
48. ↑  Herodotus VII, 72
49. ↑  Herodotus VII, 73
50. ↑  Herodotus VII, 74
51. ↑  Herodotus, VII, 75
52. ↑  Herodotus VII, 77
53. ↑  Herodotus VII, 78
54. ↑  Herodotus VII, 79
55. ↑  Herodotus VII, 80
56. ↑  Herodotus VII, 60
57. ↑  Herodotus VII, 84
58. ↑  Herodotus VII, 85
59. ↑  Herodotus VII, 86
60. ↑  Herodotus VII, 87
61. ↑  Herodotus VII, 61
62. 1 2  Herodotus VII, 185
63. ↑  Herodotus VII, 186
64. 1 2  Grote, ch. 38
65. ↑  Bury, J. B. (1956). A history of Greece to the death of Alexander the Great 3rd edition. Oxford: Oxford Uni. tr. 269.
66. 1 2  Maurice (1930)
67. ↑  Delbrück (1920)
68. ↑  Warry (1998)
69. ↑  Engels (1978)
70. ↑  Scott (1915)
71. ↑  von Fischer
72. ↑  Cohen, tr. 164
73. ↑  W. W. Tarn (1908)
74. ↑  Ernst Obst (1914)
75. ↑  Papademetriou (2005)
76. ↑  Sekunda & Chew (1992)
77. ↑  Munro (1929)
78. ↑  Lazenby, tr. 90
79. ↑  "The size of the Persian Army". Bản gốc lưu trữ ngày 17 tháng 9 năm 2017. Truy cập ngày 19 tháng 10 năm 2023.{{Chú thích web}}:  Quản lý CS1: bot: trạng thái URL ban đầu không rõ (liên kết) (Internet Archive)
80. ↑  E Istorika, 19 October 2002
81. ↑  Romm, James (2014). Histories (bằng tiếng Anh). Hackett Publishing. tr. 381. ISBN 9781624661150.
82. ↑  Holland, tr. 217–223
83. ↑  Herodotus VII, 32
84. ↑  Herodotus VII, 145
85. ↑  Herodotus, VII, 148
86. ↑  Herodotus VII, 161
87. ↑  Holland, tr. 226
88. 1 2  Holland, tr. 225
89. 1 2  Holland, tr. 263
90. ↑  Holland, tr. 246–247
91. 1 2  Holland, tr. 168–169
92. ↑  Herodotus VII, 25
93. ↑  Herodotus VII, 100
94. ↑  Holland, tr. 248–249
95. 1 2  Herodotus VII, 173
96. ↑  Herodotus VII, 174
97. ↑  Holland tr. 255–257
98. ↑  Herodotus VIII, 40
99. 1 2 3 4  Holland, tr. 257–259
100. ↑  Holland, tr. 262–264
101. ↑  Herodotus VII, 210
102. ↑  Holland, tr. 274
103. ↑  Herodotus VII, 223
104. ↑  Herodotus, VII, 225
105. ↑  Herodotus, VIII, 2
106. 1 2 3  Holland, tr. 276–281
107. ↑  Herodotus VIII, 8
108. ↑  Herodotus VIII, 14
109. 1 2  Herodotus VIII, 16
110. ↑  Herodotus VIII, 18
111. ↑  Herodotus VIII, 21
112. ↑  Herodotus VIII, 41
113. ↑  Holland, tr. 300
114. 1 2 3  Lynch, Kathleen M. (2011). The Symposium in Context: Pottery from a Late Archaic House Near the Athenian Agora (bằng tiếng Anh). ASCSA. tr. 20–21, và Chú thích 37. ISBN 9780876615461.
115. ↑  Holland, tr. 305–306
116. ↑  Barringer, Judith M.; Hurwit, Jeffrey M. (2010). Periklean Athens and Its Legacy: Problems and Perspectives (bằng tiếng Anh). University of Texas Press. tr. 295. ISBN 9780292782907.
117. 1 2 3  Holland, tr. 327–329
118. 1 2 3  Holland, tr. 308–309
119. 1 2  Holland, tr. 310–315
120. ↑  Holland, tr. 294
121. 1 2  Lazenby, tr. 157–161
122. 1 2  Holland, tr. 303
123. ↑  Holland, tr. 319
124. ↑  Herodotus VIII, 89
125. ↑  Holland, tr. 320–326
126. ↑  Herodotus VIII, 97
127. ↑  Herodotus VIII, 100
128. ↑  Herodotus VIII, 126
129. ↑  Herodotus VIII, 128
130. 1 2 3  Herodotus VIII, 129
131. 1 2 3  Herodotus VIII, 127
132. 1 2  Holland, tr. 333–335
133. 1 2 3 4 5   Holland, tr. 336–338
134. ↑  Herodotus IX, 7
135. ↑  Herodotus IX, 6–9
136. ↑  Herodotus IX, 10
137. ↑  Holland, tr. 339
138. 1 2 3 4  Holland, tr. 342–349
139. ↑  Herodotus IX, 20
140. ↑  Herodotus IX, 23
141. ↑  Herodotus IX, 25
142. ↑  Herodotus IX, 59
143. 1 2  Holland, tr. 350–355
144. ↑  Herodotus IX, 62
145. ↑  Herodotus IX, 63
146. ↑  Herodotus IX, 66
147. ↑  Herodotus IX, 65
148. ↑  Herodotus IX, 100
149. 1 2 3 4 5  Holland, pp. 357–358
150. 1 2  Herodotus IX, 96
151. ↑  Lazenby, tr. 247
152. 1 2  Herodotus IX, 114
153. 1 2 3  Holland, tr. 359–363
154. ↑  Thucydides I, 98
155. 1 2  Herodotus VII, 107

### Sử liệu cổ đại
- Herodotus, The Histories
  - Bản dịch tiếng Anh của Macan tử quyển 7 đến quyển 9 của The Histories (The Perseus Digital Library) (1908)
  - Bản dịch tiếng Anh của Macauley đối với tác phẩm The Histories
- Diodorus Siculus, Biblioteca Historica
- Ctesias, Persica Lưu trữ ngày 11 tháng 1 năm 2012 tại Wayback Machine (from Photius's Epitome)

### Sử liệu hiện đại
- Holland, Tom (2006). Persian Fire: The First World Empire and the Battle for the West. Abacus, ISBN 0-385-51311-9.
- Green, Peter (1996). The Greco-Persian Wars. University of California Press.
- de Souza, Philip (2003). The Greek and Persian Wars, 499–386 BC. Osprey Publishing, (ISBN 1-84176-358-6)
- Lazenby, JF (1993). The Defence of Greece 490–479 BC. Aris & Phillips Ltd., (ISBN 0-85668-591-7)
- Burn, A.R., "Persia and the Greeks" in The Cambridge History of Iran, Volume 2: The Median and Achaemenid Periods, Ilya Gershevitch, ed. (1985). Cambridge University Press.
- Sekunda, N & Chew, S (1992). The Persian Army (560–330 BC), Elite series, Osprey Publishing.
- Shahbazi, A. Shapour (2012). "The Achaemenid Persian Empire (550–330 BCE)". Trong Daryaee, Touraj (biên tập). The Oxford Handbook of Iranian History. Oxford University Press. ISBN 978-0190208820.
- Bradford, E. Thermopylae: The Battle for the West. Da Capo Press, ISBN 0-306-81360-2.
- Strauss, Barry. The Battle of Salamis: The Naval Encounter That Saved Greece—and Western Civilization. New York: Simon and Schuster, 2004 (bìa cứng, ISBN 0-7432-4450-8; bì mềm, ISBN 0-7432-4451-6).
- Bury, J. B. & Meiggs, R. (2000). A History of Greece to the Death of Alexander the Great (4th Revised Edition). Palgrave Macmillan.
- Grote, G. A History of Greece: Part II
- Maurice, F (1930). "The size of the army of Xerxes in the invasion of Greece 480 BC". Journal of Hellenic Studies vol. 50, tr. 115–128.
- Delbrück, Hans (1920). History of the Art of War. University of Nebraska Press. Reprint edition, 1990. Translated by Walter, J. Renfroe. 4 Volumes.
- Warry, J. (1998). Warfare in the Classical World. ISBN 1-84065-004-4.
- Engels, DW. (1978). Alexander the Great and the Logistics of the Macedonian Army. Berkeley/Los Angeles/London.
- Roisman, Joseph; Worthington, Ian (2011). A Companion to Ancient Macedonia. John Wiley and Sons. ISBN 978-1-44-435163-7.
- Scott, JA (1915). "Thoughts on the Reliability of Classical Writers, with Especial Reference to the Size of the Army of Xerxes", The Classical Journal 10 (9).
- von Fischer, R. Das Zahlenproblem in Perserkriege 480–479 v. Chr. Klio, N. F., vol. VII.
- Cohen, R (1934). La Grece et l'hellenization du monde antique
- Tarn, WW. (1908). "The Fleet of Xerxes", The Journal of Hellenic Studies v. 28
- Obst, E. (1914). Der Feldzug des Xerxes. Leipzig
- Munro, JAR (1929). Cambridge Ancient History vol. IV
- Köster, AJ (1934). Studien zur Geschichte des Antikes Seewesens. Klio Belheft 32
- Οι δυνάμεις των Ελλήνων και των Περσών (The forces of the Greeks and the Persians), E Istorika no. 164 19 October 2002.
- Papademetriou, K (2005). "Περσικό Πεζικό: Η δύναμη που κατέκτησε τη νοτιοδυτική Ασία" (Persian Infantry: The force that conquered southwest Asia), Panzer magazine, Issue 22 September–October 2005, Periscopio editions Athens.
- Fehling, D (1989). Herodotus and His "Sources": Citation, Invention, and Narrative Art. Translated by J. G. Howie. Leeds: Francis Cairns.
- Finley, Moses (1972). "Introduction". Thucydides – History of the Peloponnesian War (translated by Rex Warner). Penguin. ISBN 0-14-044039-9.
- Eikenberry, Lt. Gen. Karl W. (Summer 1996). "Take No Casualties". Parameters: US Army War College Quarterly. Quyển XXVI số 2. tr. 109–118. Bản gốc lưu trữ ngày 9 tháng 6 năm 2007. Truy cập ngày 17 tháng 10 năm 2007.